# マズール (水雷艇)
マズール (ORP Mazur) は、元はドイツ帝国海軍が建造した水雷艇「V-105」をポーランド海軍が取得して改名した物で同型艦はない。

## 概要
本艦はポーランド海軍において沿岸部の哨戒任務と砲術練習艦として使用された艦である。

## 艦形

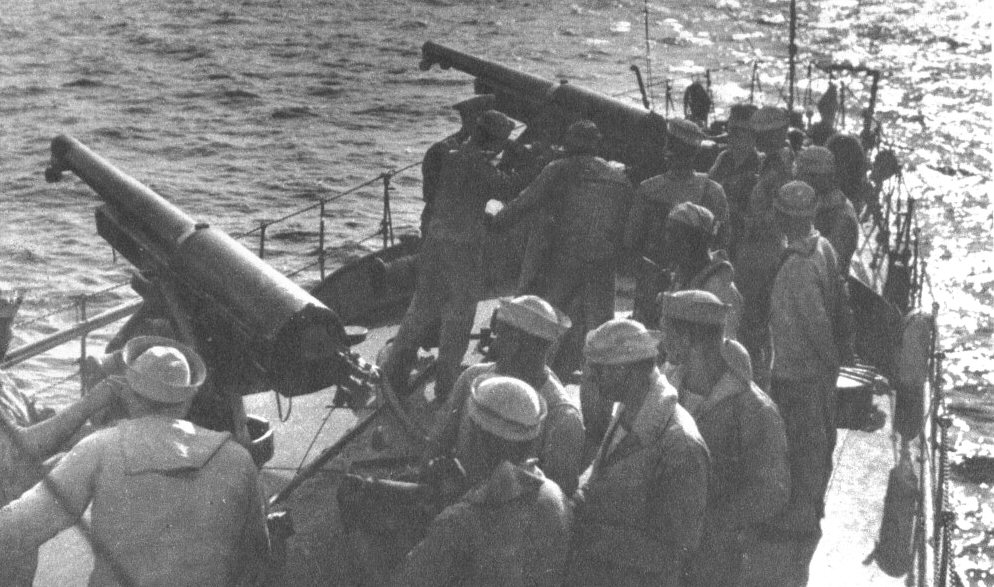
主砲装填作業の写真

ポーランド海軍時代の本級の船体形状は艦首のみ乾舷の高い短船首楼型船体であった。艦首甲板上にシュナイダー社の7.5cm単装速射砲（en:Canon de 75 modèle 1897）を単装砲架で直列に2基配置し、箱型の艦橋構造を基部として簡素な単脚式のマスト前檣が立ち、艦橋に隣接して1本煙突が立ち、その周囲は艦載艇置き場となっており、ボート･ダビットが片舷1基ずつ計2基配置されて運用される。後部見張り台の後部甲板上に7.5cm主砲が単装砲架で後向きに直列で2基ずつ配置された。

## 艦歴
本艦は当初はオランダ海軍の発注により「Z-1」としてドイツはシュテッチン（現ポーランド)のA.G.フルカン社により1914年に起工されたが、第一次世界大戦の勃発によりドイツ海軍に接収されて魚雷艇「V-105」として建造再開された。戦後の1919年にイギリスの手により接収され、ブラジルに割り当てられたがポーランド海軍が取得した魚雷艇「A-69」と交換された。
しかし、不調のためにしばらくロサイスで修理を受けた。修理後に、本艦はポーランドの方言であるマズールィ語（Mazurian）にちなんで「ORP Mazur」と命名され、1921年にポーランド海軍で就役された。1931年に本艦は砲術練習艦として整備され、魚雷発射管が撤去されした。 1935年から1937年にかけて本艦は第二次近代化改装を受けた。第二次世界大戦初日の1939年9月1日に、艦長のタデウシ・ルトコフスキ中尉によって命令された本艦はグディニャの港に停泊していた。 本艦が出港準備をしていた午後2時にドイツ空軍の空爆を船体中央部に爆弾2発を受けたことが致命傷となり、本艦は撃沈された。

## 参考図書
- 「Conway All The World's Fightingships 1906-1922」（Conway）